# 元城町 (豊田市)
元城町（もとしろちょう）は、愛知県豊田市の町名。現行行政地名は元城町1丁目から4丁目。

## 地理
豊田市西部、挙母地区では東部に位置し、東は挙母町、西は西町・小坂本町・神田町、南は十塚町、北は桜町に接する。

## 世帯数と人口
2019年（令和元年）12月1日現在の世帯数と人口は以下の通りである。
| 町丁   | 世帯数  | 人口  |
| ------ | ------- | ----- |
| 元城町 | 320世帯 | 496人 |

## 学区
市立小・中学校に通う場合、学区は以下の通りとなる。
| 番・番地等 | 小学校             | 中学校               | 高等学校普通科 |
| ---------- | ------------------ | -------------------- | -------------- |
| 全域       | 豊田市立元城小学校 | 豊田市立崇化館中学校 | 三河学区       |

## 歴史

### 町名の由来
江戸時代中期まで挙母城であった桜城の所在地であることによる。

### 沿革
- 1959年（昭和34年）1月1日 - 挙母市の豊田市改称と同時に、大字挙母の一部より元城町が成立[1]。

### 史跡
- 桜城址

## 施設
- 豊田市役所南庁舎・環境センター
- 愛知県豊田加茂総合庁舎
  - 西三河県民事務所豊田庁舎
  - 豊田加茂県税事務所
  - 豊田加茂農林水産事務所
- とよたエコフルタウン（加茂病院跡地、2024年3月末で閉館[7]）
- NTT西日本豊田ビル
- 豊田信用金庫本店
- 中日新聞豊田支局

## ギャラリー
- 愛知県豊田加茂総合庁舎
- 豊田信用金庫本店
- とよたエコフルタウン
- とよたエコフルタウンにある水素ステーション
- 桜城址

## 交通
- 国道153号
- 国道248号（国道419号重複）

## その他

### 日本郵便
- 郵便番号 : 471-0024[3]（集配局：豊田郵便局[8]）。

## 脚註
注釈
1. ↑  調整特例で東郷、日進、日進西、各県立高校普通科への通学が可能。また全県学区の専門学科・総合学科・定時制・通信制は瀬戸市など調整特例のない尾張地区の県立高校への通学が可能。

出典
1. 1 2 3  「角川日本地名大辞典」編纂委員会 1989, p. 1333.
2. 1 2 3  “豊田市の人口　2019年12月1日現在人口　詳細データ - 町別面積・人口・世帯数”.   豊田市 (2019年7月11日). 2019年7月15日閲覧。
3. 1 2  “愛知県 豊田市 元城町の郵便番号”.  日本郵便. 2020年4月28日閲覧。
4. ↑  “市外局番の一覧”.   総務省. 2019年6月24日閲覧。
5. ↑  「角川日本地名大辞典」編纂委員会 1989, p. 1775.
6. ↑  “2019年度豊田市立小中学校区一覧表” (PDF).   豊田市 (2019年6月26日). 2019年7月15日閲覧。
7. ↑  “3月末閉館の「とよたエコフルタウン」最後の催し AI搭載「LQ」やMIRAI展示”. 中日新聞. 2024年3月17日閲覧。
8. ↑  “郵便番号簿 2018年度版” (PDF).   日本郵便. 2019年6月10日閲覧。